# Kotehal, Siruguppa
Kotehal là một làng thuộc tehsil Siruguppa, huyện Bellary, bang Karnataka, Ấn Độ.